# Matthias Dropa
Matthias Dropa (* zwischen 1646 und 1665 in Siebenbürgen; † 25. September 1732 in Lüneburg) war ein deutscher Orgelbauer.

## Leben
Dropa arbeitete als Geselle bei Arp Schnitger, wahrscheinlich in der Zeit zwischen 1680 und 1692. 1692 gründete er seine eigene Werkstatt und erwarb am 18. November 1692 das Hamburger Bürgerrecht. 1696 baute er neue Orgeln in Bargteheide und Hamburg-Finkenwerder. 1698 bis 1700 erweiterte er die Orgel in Cuxhaven-Altenbruch. 1705 übersiedelte er nach Lüneburg, wo er zusammen mit seinem Gesellen Gerhard von Holy eine neue Orgel in der Michaeliskirche baute. 1712 bis 1715 erweiterte er unter Aufsicht von Georg Böhm die Orgel der Johannis-Kirche in Lüneburg um ein freies Pedal. Dropa war ein Lehrer von Erasmus Bielfeldt, der von 1707 bis 1715 bei ihm nachweisbar ist. Sein Schwiegersohn war der Orgelbauer Johann Matthias Hagelstein, der am 22. Juni 1734 die Tochter Catharina Margaretha heiratete.

## Werkliste
| Jahr      | Ort                  | Kirche             | Bild | Manuale | Register | Bemerkungen |
| --------- | -------------------- | ------------------ | ---- | ------- | -------- | --- |
| 1696      | Hamburg-Finkenwerder | St. Nikolai        |      |         |          | Neubau; nicht erhalten |
| 1696      | Bargteheide          | Ev.-luth. Kirche   |      |         |          | Neubau; Prospekt erhalten |
| 1698–1700 | Cuxhaven-Altenbruch  | St.-Nicolai-Kirche |      | II/P    | 28       | Umbau; 4 von 5 seiner Register sind erhalten                                                                                            |
| 1705–1708 | Lüneburg             | St. Michaelis      |      | III/P   | 43       | Neubau; Prospekt und 5 Register erhalten                                                                                                |
| 1712–1715 | Lüneburg             | St. Johannis       |      | III/P   | 46       | Erweiterung unter Aufsicht von Georg Böhm; etliche Register von Dropa ganz oder teilweise erhalten → Orgeln von St. Johannis (Lüneburg) |